# Conognatha juno
Conognatha juno es una especie de escarabajo del género Conognatha, familia Buprestidae. Fue descrita científicamente por Gory & Laporte en 1838.